# Mercurius Britannicus
 (septembre 2018).
Si vous disposez d'ouvrages ou d'articles de référence ou si vous connaissez des sites web de qualité traitant du thème abordé ici, merci de compléter l'article en donnant les références utiles à sa vérifiabilité et en les liant à la section « Notes et références ».
Le Mercurius Britannicus, était un hebdomadaire anglais publié de 1643 à 1660, sous trois titres différents, par le journaliste d'Oxford Marchamont Needham, passé successivement du presbytérianisme au royalisme, puis au parti indépendant.

## Histoire
Élevé par son beau-père instituteur et pasteur, Marchamont Needham étudie à Oxford puis travaille successivement comme sous-maître à l'école des marchands-tailleurs puis chez un procureur.
Il quitta cet emploi pour fonder le Mercurius Britannicus en août 1643, titre qu'il semble avoir emprunté à celui d'une comédie populaire de Richard Brathwait (1588 – 1673).
Acquis à Oliver Cromwell, le Mercurius Britannicus couvre de sa satire le parti royaliste et Charles Ier d'Angleterre mais à la suite d'une brouille avec les républicains, son fondateur le rebaptise Mercurius Pragmaticus en  1647 puis Mercurius Britannicus en juin 1649 lorsqu'il se rapproche d'eux à nouveau. Ensuite, le journal doit fermer lors de la Restauration anglaise de 1660.